# Coal Chamber
Coal Chamber ist eine US-amerikanische Nu-Metal-Band aus Los Angeles, die 1994 gegründet wurde. Die Band kann neben Korn und Limp Bizkit als einer der Vorreiter der Nu-Metal-Szene genannt werden, wenngleich es Coal Chamber Musikkritikern zufolge nie gelang, aus deren Schatten herauszutreten.

## Geschichte
Die 1994 gegründete Band bestand vorerst aus Dez Fafara als Sänger und Meegs Rascon als Gitarrist, beide spielten zusammen in der Band She’s in Pain. Bassistin Rayna Foss stieß über die damalige Freundin von Fafara zur Band. Die drei waren nun auf der Suche nach einem Schlagzeuger und entschieden sich schließlich für Mike Cox. Nach drei Demos gelang es der Band 1996 einen Plattenvertrag mit Roadrunner Records abzuschließen. Erste Aufmerksamkeit in der Nu-Metal-Szene erhielt die Band durch die 1997 veröffentlichte Single „Loco“ aus ihrem ersten, selbstbetitelten Album.
Ihr zweites Album Chamber Music erschien 1999 und enthielt Gastauftritte von Ozzy Osbourne und Aimee Echo (vormals Human Waste Project). Auf der anschließenden Tour ersetzte Nadja Peulen die gerade schwangere Rayna Foss-Rose (zu diesem Zeitpunkt verheiratet mit Morgan Rose von Sevendust). Im Dezember 1999 wurde das selbstbetitelte Debütalbum in den USA mit einer Goldenen Schallplatte ausgezeichnet. Mit Dark Days erschien im Frühjahr 2002 das dritte Coal-Chamber-Album. Kurz nach den Aufnahmen verließ Rayna Foss-Rose die Band, da sie sich ganz um ihre Familie kümmern wollte. Nadja Peulen wurde infolgedessen festes Mitglied der Band. Immer häufiger kam es im Bandgefüge zu verbalen und teils auch körperlichen, selbst auf der Bühne ausgetragenen Streitigkeiten zwischen Dez Fafara und Meegs Rascon. Im Oktober 2002 wurde wiederum Mike Cox aufgrund Differenzen mit Dez Fafara und Meegs Rascon gefeuert und man trennte sich auch vom Management. Die Band suchte anfangs einen neuen Schlagzeuger, kurz darauf wurden aber alle Bandaktivitäten eingestellt. 2003 erschien Giving the Devil His Due, eine Kompilation mit Demosongs, Remixen und raren Stücke. Daraufhin löste sich Coal Chamber auch offiziell auf.
Im September 2011 verkündete die Band, sich reformieren zu wollen, um 2012 beim australischen Soundwave Festival aufzutreten. Nach den Auftritten beim Soundwave Festival wurde es zunächst wieder ruhig um die Band. Im September 2012 folgte eine kurze Südamerika-Tour, im Frühjahr 2013 spielte die Band eine US-Tour mit Sevendust. Im Sommer 2013 folgten dann Konzerte bei verschiedenen europäischen Festivals, darunter Rock am Ring, Download-Festival, Hellfest, Graspop Metal Meeting, With Full Force und einige europäische Clubshows.
Ende Oktober 2013 wurde bekannt gegeben, dass Nadja Peulen wieder in der Band ist und Chela Rhea Harper am E-Bass ersetzt. Aussagen, neues Studiomaterial der Band solle es vorerst nicht geben, wurden im August 2014 durch Abschluss eines Plattenvertrages mit Napalm Records widerrufen.
Die Aufnahmen unter Leitung des Musikproduzenten Mark Lewis zum für Frühjahr 2015 angekündigten Album wurden im Dezember 2014 abgeschlossen. Begleitend zur Veröffentlichung des Albums werde die Band mit Filter, Combichrist und American Head Charge auf US-Tour gehen. Das neue Album trägt den Titel Rivals und erschien in den Vereinigten Staaten am 19. Mai sowie am 22. Mai in Europa. Daraufhin war die Band mit SOiL und Dope auf Europa-Tournee zu sehen.
Danach wurde es wieder ruhig und Sänger Dez verkündete 2016 in einem Interview, dass die Band wieder pausiert, da er sich wieder voll auf DevilDriver konzentrieren wolle. Im Sommer 2017 verkündete Fafara, dass er mit DevilDriver live auch Coal-Chamber-Lieder spielen werde und schloss wenig später eine erneute Wiedervereinigung Letzterer aus.
Im November 2022 verkündete die Band ihre erneute Reformation. Das erste Konzert fand im Mai 2023 beim Sick-New-World-Festival in Las Vegas, Nevada statt.

## Weitere Aktivitäten der Bandmitglieder
Dez Fafara ist Sänger der Band DevilDriver, die dieser schon parallel zu seiner Zeit bei Coal Chamber gegründet hatte. Meegs Rascon war bis 2009 in der Band Glass Piñata aktiv. Von 2010 bis 2016 spielten Meegs Rascon und Mike Cox zusammen in We are the RIOT. Seit September 2017 spielt Meegs Rascon in der Band Gemini Syndrome. Nadja Peulen gründete die T-Shirt-Firma Cruel Tees und war am Roadrunner-United-Projekt zum 25-jährigen Jubiläum von Roadrunner Records beteiligt. Von 2010 bis 2013 war sie Teil der Band Vera Mesmer. Rayna Foss hat sich aus der Musikindustrie zurückgezogen.

## Diskografie

### Studioalben
| Jahr | Titel Musiklabel                 | Höchstplatzierung, Gesamtwochen, AuszeichnungChartplatzierungen (Jahr, Titel, Musiklabel, Platzierungen, Wochen, Auszeichnungen, Anmerkungen) | Höchstplatzierung, Gesamtwochen, AuszeichnungChartplatzierungen (Jahr, Titel, Musiklabel, Platzierungen, Wochen, Auszeichnungen, Anmerkungen) | Höchstplatzierung, Gesamtwochen, AuszeichnungChartplatzierungen (Jahr, Titel, Musiklabel, Platzierungen, Wochen, Auszeichnungen, Anmerkungen) | Höchstplatzierung, Gesamtwochen, AuszeichnungChartplatzierungen (Jahr, Titel, Musiklabel, Platzierungen, Wochen, Auszeichnungen, Anmerkungen) | Höchstplatzierung, Gesamtwochen, AuszeichnungChartplatzierungen (Jahr, Titel, Musiklabel, Platzierungen, Wochen, Auszeichnungen, Anmerkungen) | Anmerkungen                                                |
| Jahr | Titel Musiklabel                 | DE | AT | CH | UK | US | Anmerkungen                                                |
| ---- | -------------------------------- | --- | --- | --- | --- | --- | ---------------------------------------------------------- |
| 1997 | Coal Chamber Roadrunner Records  | — | — | — | UK76 (1 Wo.)UK | US— GoldUS | Erstveröffentlichung: 11. Februar 1997 Verkäufe: + 500.000 |
| 1999 | Chamber Music Roadrunner Records | DE70 (1 Wo.)DE | — | — | UK21 (2 Wo.)UK | US22 (8 Wo.)US | Erstveröffentlichung: 7. September 1999                    |
| 2002 | Dark Days Roadrunner Records     | DE61 (2 Wo.)DE | — | — | UK43 (3 Wo.)UK | US34 (6 Wo.)US | Erstveröffentlichung: 7. Mai 2002                          |
| 2015 | Rivals Napalm Records            | — | — | — | — | US82 (1 Wo.)US | Erstveröffentlichung: 19. Mai 2015                         |

### Kompilationen
| Jahr | Titel                              | Anmerkungen                           |
| ---- | ---------------------------------- | ------------------------------------- |
| 2003 | Giving the Devil His Due           | Erstveröffentlichung: 19. August 2003 |
| 2004 | The Best of                        | Erstveröffentlichung: 9. August 2004  |
| 2013 | The Complete Roadrunner Collection | Erstveröffentlichung: 12. März 2013   |

### Singles
| Jahr | Titel Album                    | Höchstplatzierung, Gesamtwochen, AuszeichnungChartplatzierungen (Jahr, Titel, Album, Platzierungen, Wochen, Auszeichnungen, Anmerkungen) | Höchstplatzierung, Gesamtwochen, AuszeichnungChartplatzierungen (Jahr, Titel, Album, Platzierungen, Wochen, Auszeichnungen, Anmerkungen) | Höchstplatzierung, Gesamtwochen, AuszeichnungChartplatzierungen (Jahr, Titel, Album, Platzierungen, Wochen, Auszeichnungen, Anmerkungen) | Höchstplatzierung, Gesamtwochen, AuszeichnungChartplatzierungen (Jahr, Titel, Album, Platzierungen, Wochen, Auszeichnungen, Anmerkungen) | Höchstplatzierung, Gesamtwochen, AuszeichnungChartplatzierungen (Jahr, Titel, Album, Platzierungen, Wochen, Auszeichnungen, Anmerkungen) | Anmerkungen                                    |
| Jahr | Titel Album                    | DE | AT | CH | UK | US | Anmerkungen                                    |
| ---- | ------------------------------ | --- | --- | --- | --- | --- | ---------------------------------------------- |
| 1997 | Loco Coal Chamber              | — | — | — | UK80 (1 Wo.)UK | — | Erstveröffentlichung: 1997                     |
| 1999 | Shock the Monkey Chamber Music | — | — | — | UK83 (1 Wo.)UK | — | Erstveröffentlichung: 1999 feat. Ozzy Osbourne |

Weitere Singles
- 1997: Big Truck
- 1998: Sway
- 1999: Not Living
- 1999: Tyler’s Song
- 1999: Notion
- 2002: Fiend
- 2015: I.O.U. Nothing

## Auszeichnungen für Musikverkäufe
Anmerkung: Auszeichnungen in Ländern aus den Charttabellen bzw. Chartboxen sind in ebendiesen zu finden.
| Land/RegionAuszeichnungen für Musikverkäufe (Land/Region, Auszeichnungen, Verkäufe, Quellen) | Gold  | Platin | Verkäufe | Quellen  |
| -------------------------------------------------------------------------------------------- | ----- | ------ | -------- | -------- |
| Vereinigte Staaten (RIAA)                                                                    | Gold1 | —      | 500.000  | riaa.com |
| Insgesamt                                                                                    | Gold1 | —      |          |          |